# Santuario del Santísimo Crucifijo de la Piedad
El santuario del Santissimo Crocifisso della Pietà es un santuario papal existente en Galatone en la provincia de Lecce. Es el principal monumento de la arquitectura barroca de la ciudad y uno de los mayores ejemplos de arquitectura del siglo XVII en la provincia.

## Historia
El edificio fue construido entre 1683 y 1694 por varios trabajadores de Salento luego del derrumbe de una iglesia anterior de 1623 ocurrido en febrero de 1683. Giuseppe Zimbalo contribuyó al aparato decorativo; mientras que el trazado arquitectónico de cruz latina con cuatro capillas laterales es de Fra' Nicolò da Lequile. Ambos edificios fueron construidos para albergar un icono bizantino que representa el Santo Crucifijo de la Piedad (siglo XIV), al que se atribuyeron acontecimientos milagrosos. El templo actual, consagrado en 1711, fue elevado a santuario en 1796 por el Papa Pío VI.

## Descripción

### Exterior
La suntuosa fachada barroca, realizada con piedra de Carparo y Lecce, está inspirada en la arquitectura jesuita y se divide en tres órdenes. En el primero se encuentra el portal de entrada, con puerta de madera de 1696, sobre la que se sitúa la estatua de piedra de Jesús Crucificado celebrada por cuatro querubines. En el lateral, cuatro ornacinas albergan las estatuas de los evangelistas. El segundo orden tiene un gran ventanal enrejado flanqueado por dos hornacinas con las estatuas de San Juan Bautista y San Sebastián. En los dos extremos laterales se encuentran las estatuas de San Pedro y San Pablo. En la parte final de la fachada, con el tímpano roto, se encuentran las estatuas de San Miguel Arcángel y el Ángel Custodio. El campanario data del año 1702.

### Interior

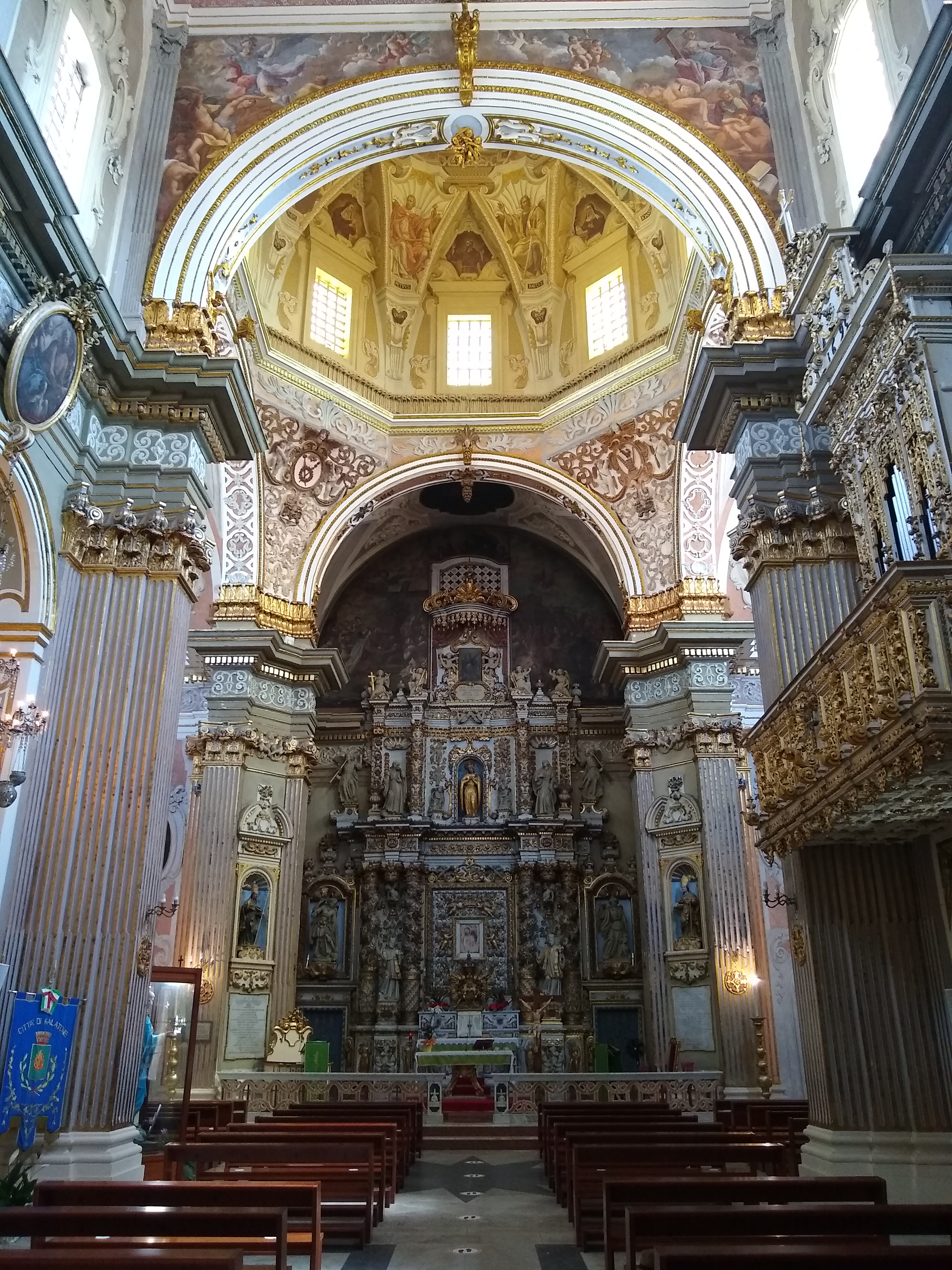

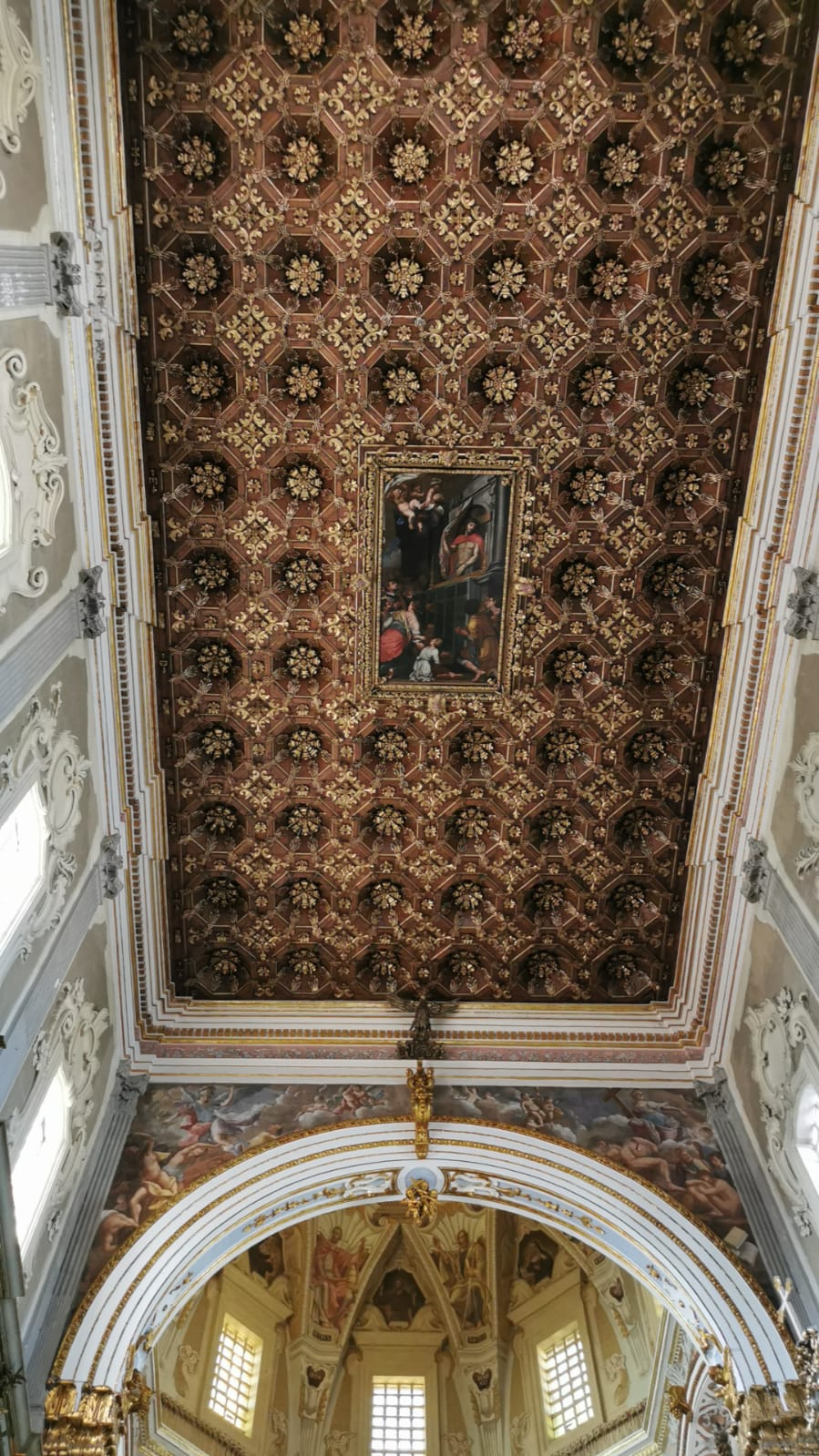
Artesonado

El interior, de planta de cruz latina, consta del presbiterio, el crucero y la nave, en esta última hay tres capillas a cada lado que albergan los altares dedicados a San Antonio de Padua, la Virgen del Carmine, San Blas, la Madre del Buen Consejo, la Sagrada Familia y San Pedro. La sala está presidida por el suntuoso altar mayor de piedra de Lecce, decorado con columnas retorcidas y bajorrelieves que representan las virtudes cardinales. En el centro está el icono de las SS. Crucifijo de la Piedad flanqueado por las estatuas de San Francisco Javier y San Francisco de Sales. En el crucero se encuentran los altares de San Francesco da Paola, representado en el lienzo principal, sobre una nube, bendiciendo la ciudad de Galatone situada debajo y el Crucifijo, en el lado opuesto. Este último con un lienzo que identifica el lugar donde originalmente se encontraba el icono sagrado. Correspondiente al crucero, se eleva una cúpula octogonal, enteramente pintada al fresco en 1944 con el tema del descubrimiento de la Cruz por la emperatriz Santa Elena, sostenida por cuatro pilares dentro de los cuales se encuentran las estatuas de los doctores de la Iglesia latina, proclamados por Bonifacio VIII: San Agustín, San Jerónimo, San Ambrosio, San Gregorio Magno.
El interior está adornado con valiosas pinturas de Aniello Letizia, Megha, Amorosi y otros. Destacan el órgano y el coro, la puerta y el artesonado de madera, todas obras de Aprile Petrachi da Melendugno realizadas en 1696.